# Dance Mania (album)
Albums de Tito Puente
Top Percussion
(1957) Puente in Love
(1959)
Dance Mania est un album de Tito Puente, sorti en 1958.

## L'album
Il fait partie des 1001 albums qu'il faut avoir écoutés dans sa vie et est entré au Registre national des enregistrements en 2002.  

### Titres
Tous les titres sont de Tito Puente, sauf mentions. 
1. El Cayuco (2:33)
2. Complicación (Francisco Aguabella) (3:18)
3. 3-D Mambo (Ray Santos) (2:23)
4. Llegó Miján (3:10)
5. Cuando Te Vea (4:10)
6. Hong Kong Mambo (3:42)
7. Mambo Gozón (2:44)
8. Mi Chiquita Quiere Bembé (3:55)
9. Varsity Drag (Lew Brown, Buddy DeSylva, Ray Henderson) (2:48)
10. Estoy Siempre Junto a Ti (Pepe Delgado) (3:10)
11. Agua Limpia Todo (Francisco Aguabella) (2:55)
12. Saca Tu Mujer (3:02)

### Musiciens
- Vitín Avilés (en), Otto Olivar : chœurs
- Santos Colon : voix
- Ray Barretto, Julio Collazo, Ray Rodriguez : percussions
- Jimmy Frisaura, Bernie Glow, George Lopez, Frank Lo Pinto, Gene Rapett : trompette
- Rafael Palau, Jerry Sanfino : saxophone
- Tito Puente : marimba, percussions, timbales, vibraphone